# اختراق سوني بيكتشرز انترتينمنت
اختراق سوني بيكتشرز انترتينمنت هو هجوم سيبرانية حصل في 24 نوفمبر عام 2014 من قبل حراس السلام (بالإنجليزية: Guardians of Peace)‏ ضد شركة سوني بيكتشرز انترتينمنت.

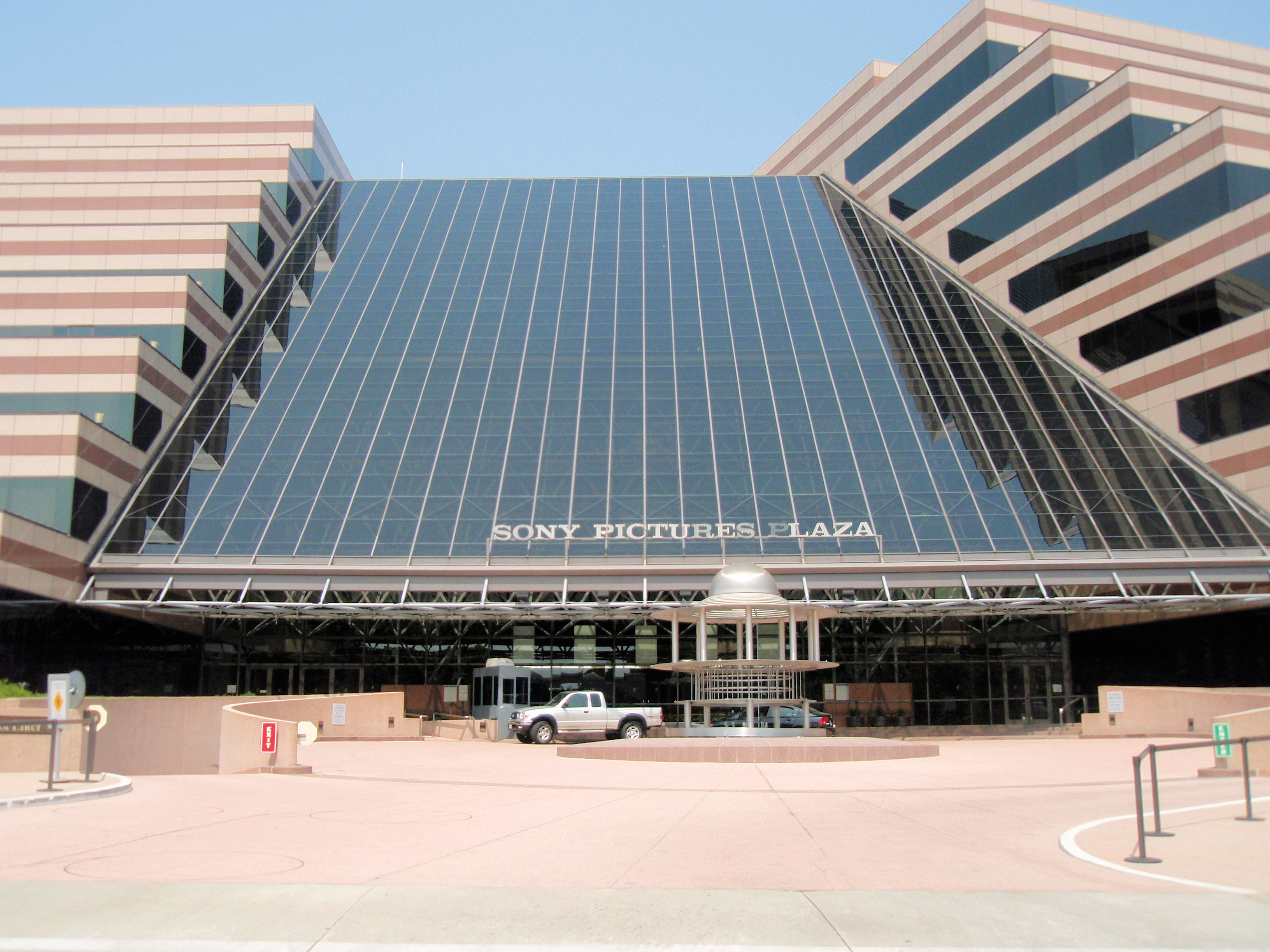
مقر سوني بيكتشرز انترتينمنت في كلفر سيتي، كاليفورنيا